# Sphoeroides kendalli
Sphoeroides kendalli är en fiskart som beskrevs av Meek och Hildebrand 1928. Sphoeroides kendalli ingår i släktet Sphoeroides och familjen blåsfiskar. IUCN kategoriserar arten globalt som livskraftig. Inga underarter finns listade i Catalogue of Life.